# 박성원 (1697년)
박성원(朴性源, 1697년 ~ 1767년)은 조선 후기의 학자이다. 본관은 밀양(密陽). 자 사준(士濬). 호 포암(圃菴).
진사(進士)를 지냈으며 예학(禮學)에 뛰어났고 음운학(音韻學)에도 밝았다. 저서에 《화동정음통석운고(華東正音通釋韻考)》 《화동협음통석(華東叶音화通釋)》 《제례초(祭禮抄)》 등이 있다.